# Leogang
Leogang település Ausztriában, Salzburg tartományban a Zell am See-i járásban található. Területe 90,27 km², lakosainak száma 3169 fő, népsűrűsége 35 fő/km² (2014. január 1-jén). A település 788 méter tengerszint feletti magasságban helyezkedik el.

## A település részei
| A település része | népség 2011-10-31 | Katastral- gemeinde    |
| ----------------- | ----------------- | ---------------------- |
| Ecking            | 170               | Ecking                 |
| Otting            | 37                | Ecking                 |
| Sinning           | 220               | Ecking                 |
| Ullach            | 108               | Ecking                 |
| Berg              | 45                | Grießen                |
| Grießen           | 82                | Grießen                |
| Hirnreit          | 447               | Leogang                |
| Leogang           | 363               | Leogang                |
| Madreit           | 91                | Pirzbichl              |
| Pirzbichl         | 70                | Pirzbichl              |
| Rain              | 244               | Pirzbichl              |
| Schwarzleo        | 49                | Schwarzleo             |
| Hütten            | 144               | Sonnberg               |
| Rosental          | 213               | Sonnberg               |
| Sonnberg          | 618               | Sonnberg               |
| Sonnrain          | 188               | Sonnberg               |
| Gemeinde Leogang  | 3089              | 6 Katastral- gemeinden |

## Fordítás
Ez a szócikk részben vagy egészben  a   Leogang című angol Wikipédia-szócikk ezen változatának fordításán alapul.  Az eredeti cikk szerkesztőit annak laptörténete sorolja fel. Ez a jelzés csupán a megfogalmazás eredetét és a szerzői jogokat jelzi, nem szolgál a cikkben szereplő információk forrásmegjelöléseként.